# 김길호
김길호(金吉浩, 1935년 2월 17일 ~ 2017년 2월 6일)는 대한민국의 배우 겸 작가이자 성우 겸 연극연출가이다.

## 대표적 경력
- 전라남도 목포극협회 대표 회장
- 전라남도 목포방송국 연출부 부장

## 주요 이력
- 일제 강점기 전라남도 해남에서 출생하였으며 지난날 한때 일제 강점기 전라남도 완도에서 잠시 유아기를 보낸 적이 있는 그는 1951년 전라남도 목포 해군기지 3.1절 기념예술제 당시 작가 차범석 선생의 지도로 인하여 연극 입문.
- 1959년 목포방송국(현재 KBS목포) 라디오 성우 입사(그 당시 성우 동기 중 박용팔, 김석옥 등이 있었음.).
- 1960년 목포방송국 연출부 부장.
- 1962년 프리 랜서 선언.
- 1962년 광주방송국(현재 KBS광주) 라디오 첫 출연.
- 1962년 부산문화방송 라디오 첫 출연.
- 1968년 목포MBC 라디오 첫 출연.
- 목포극협회 대표 회장
- 목포연극협회 회장
- 1976년 상경, 최은희 대표의 "배우극장"에서 문미봉, 유명순, 박용팔, 전운 등과 함께 활동.
- 서울예술전문학교 연극학과 겸임교수

## 문학 작품

### 단편 소설
- 1964년 《딸》

### 희곡
- 1968년 《울먹섬》
- 1971년 《진달래섬 이야기》

## 출연작

### 영화
- 올드 랭 사인 (Auld Lang Syne) (2007년)
- 피아노 치는 대통령 (The Romantic President) (2002년)
- 굳세어라 금순아 (Saving My Hubby) (2002년)
- 광시곡 (The Rhasody) (2001년)
- 축제 (Festival) (1996년)
- 맥주가 애인보다 좋은 일곱가지 이유 (Seven Reasons Beer is Better Than Love) (1996년)
- 태백산맥 (The Tae Beak Mountains) (1994년)
- 사라는 유죄 (Sarah is Guilty) (1993년)
- 모스크바에서 온 S여인 (Ms. S from Moscow) (1993년)
- 돈황제 (The Emperor of Cash) (1992년)
- 뻘 (Mud Flat) (1991년)
- 피와 불 (Fire And Blood) (1991년)
- 뽕밭 나그네 (The Mulberry Fiend Traveler) (1991년)
- 개벽 (Fly High Run Far Kae Byok) (1991년)
- 있잖아요 비밀이에요 2 (You Know What? It's a Secret 2) (1991년)
- 서울 텍사스 비밀 공주 (Seoul Princess) (1989년)
- 서울 무지개 (Seoul Rainbow) (1989년)
- 구로 아리랑 (Guro Arirang) (1989년)
- 대남 (Dae nam) (1988년)
- 카멜레온의 시 (The Chameleon's Poem) (1988년)
- 연산일기 (Prince Yeon san's Life) (1988년)
- 흑성마왕과 슈퍼왕자 (The Evil King of Dark Planet and Super Prince) (1987년)
- 은하에서 온 별똥왕자 (Meteor Prince from the Galaxy) (1987년)
- 고속도로 (Highway) (1987년)
- 레테의 연가 (Lethe's Love Song) (1987년)
- 공중에 뜬 나의맨발 (My Bare Feet In The Air) (1987년)
- 여자의 대지에 비를 내려라 (Raining On That Which Is Women) (1986년)
- 서울황제 (Seoul Emperor) (1986년)
- 수렁에서 건진 내 딸 2 (My Daughter Saved From Den of Evill) (1986년)
- 날개달린 녀석들 (Those With Wings) (1986년)
- 푸른 하늘 은하수 (Milky Way in Blue Sky) (1986년)
- 고추밭의 양배추 (Cabbeage in a Pepper Fiend) (1985년)
- 먹다버린 능금 (Half Eaten Cherry) (1985년)
- 오싱 (Oshing) (1985년)
- 불새 (Fire Laughter) (1985년)
- 정념의 갈매기 (Kalme gi's Burning Passion) (1984년)
- 동반자 (The Companion) (1984년)
- 지금 이대로가 좋아 (I Like It Just The Way it is Now) (1984년)
- 흐르는 강물을 어찌 막으랴 (You Can't Stop a Flowing River) (1984년)
- 2월 30일생 (Born on February 30th) (1983년)
- 인간시장 - 작은 악마 스물두살의 자서전 (Human Market, Small Devil) (1983년)
- 미움의 세월 (Time of Hate) (1983년)
- 겨울 여자 2 (Winter Woman Part 2) (1983년)
- 0점하의 자식들 (0 Treamnet Beni) (1982년)
- 삐에로와 국화 (The Chrysanthemum and The Clown) (1982년)
- 겨울로 가는 마차 (The Carriage Running into the Winter) (1982년)
- 초대받은 성웅들 (The Invited Ones) (1981년)
- 화려한 경험 (Magnificent Experience) (1980년)
- 내가 버린 여자 2 (Woman I Abandoned 2) (1980년)
- 빨주노초파남보 (Rainbow) (1980년)
- 영원한 유산 (Eternal Inheritance) (1980년)
- 죽음보다 깊은 잠 (The Sleep Deeper Than Death) (1979년)
- 꽃순이를 아시나요 (Do You Know Kotsuni?) (1979년)
- 망명의 늪 (The Swamp of Exile) (1978년)

### 방송
- 완벽한 이웃을 만나는 법 (SBS 드라마 스페셜) (2007년)
- 달의 제단 (KBS HD TV문학관) (2006년) ... 원찬 역
- 토지 (SBS 주말극장) (2004년) ... 운봉노인 역
- 시트콤 세 친구 (MBC 월요 시트콤) (2000년) ... 박길호(박상면 아버지) 역
- 마지막 우상 (MBC 월화 미니시리즈) (1998년)
- 까레이스키 (MBC 월화 미니시리즈) (1994년) ... 성암 노인 역
- 제3공화국 (MBC 정치드라마) (1993년) ... 곽상훈 역
- 삼국기 (KBS 대하드라마) (1992년) ... 을지문덕 역
- 질투 (MBC 월화 미니시리즈) (1992년)
- 여명의 눈동자 (MBC 수목드라마) (1991년) ... 가즈꼬 아버지 역
- 천사에게 날개를 (MBC 어린이날특집드라마) (1991년) ... 성호 아버지 역
- 여명의 그날 (KBS 대하드라마) (1990년) ... 김두봉 역
- 반민특위 (MBC 8•15 특집드라마) (1990년) ... 곽상훈 역
- 내 친구 천사 (MBC 신년특집드라마) (1990년) ... 회장 역
- 제2공화국 (MBC 정치드라마) (1989년) ... 곽상훈 역
- 초대받지 않은 여행 (MBC 어린이날특집극) (1989년) ... 황 이사 역
- 잠들지 않는 나무 (MBC 월화드라마) (1989년)
- 백범일지 (MBC 3.1절 특집극) (1989년) ... 여운형 역
- 조선왕조오백년 - 한중록 (MBC 대하드라마) (1988년) ... 홍현보 역
- 남십자성 (KBS 반공드라마) (1986년)
- 원효대사 (KBS 서울 아시안 게임 기념특집드라마) (1986년) ... 김유신 역
- 조선왕조오백년 - 회천문 (MBC 대하드라마) (1986년)
- 조선왕조오백년 - 풍란 (MBC 월화드라마) (1985년) ... 김안로 역
- 추사 김정희 (MBC 한국인 재발견 시리즈) (1984년) ... 박제가 역
- 조선총독부 (MBC 3.1절 특집극) (1984년) ... 요시노 역
- 조선왕조오백년 - 추동궁 마마 (MBC 대하드라마) (1983년) ... 최영 역
- 개국 (KBS 대하드라마) (1983년) ... 이제현 역
- 백산 안희제 (MBC 월화드라마) (1982년)
- 풍운 (KBS 대하드라마) (1982년) ... 최제우, 이유원 역
- 제1공화국 (MBC 정치드라마) (1981년) ... 여운형 역
- 전원일기 (MBC 농촌드라마) (1980년) - 읍내 박의원 원장 박소준(양촌리 김민재 회장 절친) 역

## 수상
- 서울연극제 연기상
- 한국연극상
- 2000년 보관문화훈장